# Mesopolia
Mesopolia är ett släkte av fjärilar. Mesopolia ingår i familjen säckspinnare.
Kladogram enligt Catalogue of Life:
| Mesopolia | \| \| Mesopolia inconspicua \| \| \| \| \| \| Mesopolia ophiocephala \| \| \| \| |
|           | \| \| Mesopolia inconspicua \| \| \| \| \| \| Mesopolia ophiocephala \| \| \| \| |
|           | Mesopolia inconspicua                                                            |
|           |                                                                                  |
|           | Mesopolia ophiocephala                                                           |
|           |                                                                                  |